# Сплинтер
Сплинтер (англ. Splinter), известный как Мастер Сплинтер (англ. Master Splinter) — персонаж франшизы «Черепашки-ниндзя», представляющий собой мутировавшую крысу, ставшую наставником четырёх черепах, которые подверглись воздействию того же мутагена. В прошлом он был домашним питомцем мастера боевых искусств Хамато Ёси, однако, в некоторых средствах массовой информации Сплинтер и Ёси являются одним и тем же персонажем.
С момента первого появления в комиксах Mirage Studios в 1984 году, Сплинтер появился во многих теле-, кино- и видеоадаптациях.

## Создание и концепция
Сплинтер был создан Кевином Истменом и Питером Лэрдом, дебютировав в Teenage Mutant Ninja Turtles #1 (Май, 1984). Поскольку комикс отдавал дань уважения  творчеству Джека Кирби, Ronin Фрэнка Миллера и Daredevil Стэна Ли и Билла Эверетта, история черепашек-ниндзя была переплетена с историей происхождения Сорвиголовы: грузовик, который едва не сбил слепого мужчину, переходящего улицу, содержал канистру с химикатами, ослепившими Мэтта Мёрдока и превратившими черепах и Сплинтера в антропоморфных животных. Сам Сплинтер получил своё имя в честь «наконечника шляпы» наставника Сорвиголовы, слепого учителя боевых искусств Стика. Лэрд вспоминал: 
«Я думаю мы выбрали крысу, потому что, когда мы начали придумывать историю для первого выпуска TMNT, то уже решили, что многие события будут происходить в ливневых стоках, канализации и задних переулках города, и пришли к выводу, что общим обитателями этих мест является скромная крыса».

## Биография

### Mirage и Image
Сплинтер был домашней крысой ниндзя по имени Хамато Ёси, который проживал в Японии. Будучи разумным представителем своего вида, сидя в клетке Сплинтер обучался боевым искусствам посредством наблюдения за тренировками своего мастера, имитируя его движения. У Ёси был конфликт с другим ниндзя по имени Ороку Наги. Когда Ёси, находясь в изгнании, был вынужден отправиться в Америку, брат Наги по имени Ороку Саки последовал за ним, после чего убил Ёси в качестве мести за смерть Наги.
Оставшись без дома, Сплинтер был вынужден жить в канализации Нью-Йорка. В результате дорожно-транспортного происшествия в канализацию попали четыре черепахи и канистра с радиоактивным веществом, из-за воздействия которого и Сплинтер и черепахи мутировали в антропоморфных животных. Руководствуясь найденной в канализации книгой о художниках Эпохи Возрождения, Сплинтер дал всем четырём имена: Леонардо, Донателло, Рафаэль и Микеланджело. В течение следующих лет он обучал их ниндзюцу и воспитывал как собственных сыновей, планируя подготовить из них воинов-ниндзя, которые отомстят Шреддеру за смерть мастера Ёси. Несмотря на все попытки Сплинтера сохранить в тайне их существование от всего остального мира, черепашки подружились с некоторыми людьми, такими как Эйприл О’Нил и Кейси Джонс.
Большую часть времени Сплинтер не участвовал в приключениях черепашек, оставаясь второстепенным персонажем, который давал своим сыновьям мудрые советы, однако, когда дело доходило до сражений, он доказывал, что несмотря на свой пожилой возраст является опасным бойцом. В #10 vol. 4, Сплинтер казалось бы скончался от сердечного приступа. Тем не менее, впоследствии выяснилось, что он поселился в боевом измерении под названием Нексус.  В дальнейшем, в Teenage Mutant Ninja Turtles #32 vol. 4 было выявлено, что умерший Сплинтер не был тем самым наставником, который тренировал черепашек-ниндзя.

### Archie Comics
В серии Archie Comics Сплинтер имеет ту же историю происхождения, что и в мультсериале 1987 года, поскольку первые выпуски воспроизводят некоторые эпизоды мультсериала. В дальнейшем, он стал обучать ниндзюцу Эйприл О’Нил. В #45 история происхождения Сплинтера подверглась переосмыслению. Хамато Ёси был изгнан из Японии из-за обвинений в убийстве одного из членов клана Фут в отличие от версии мультсериала, где сэнсэй Ямагути изгнал его за покушение на убийство, подстроенное Ороку Саки. Также было раскрыто, как он получил своё новое имя: черепашки наблюдали за его палкой, на которую он опирался в форме крысы, и прозвали своего учителя Сплинтером. Кроме того, он превратился в крысу в результате контакта с крысой по имени Огата. В прошлом он обучался ниндзюцу у своего дяди Дьёги, ослепшего во время бомбардировки Хиросимы 6 августа 1945 года. В The Year of the Turtle Хамато Ёси недолгое время пребывал в своей человеческой форме, рассказав потерявшему память Микеланджело о последней битвы между черепашками-ниндзя и Шреддером.

### IDW Comics
По версии Teenage Mutant Ninja Turtles, выпущенной IDW Publishing, Сплинтер и черепашки-ниндзя являются реинкарнациями Хамато Ёси и его сыновей, которые жили во времена феодальной Японии. Они были подопытными животными в лаборатории «Stockgen Corporation», где учёный Бакстер Стокман ставил на них эксперименты. Когда в лабораторию Стокмана ворвались ниндзя клана Фут, чтобы украсть инопланетный мутаген, Сплинтер и черепашки вырвались на свободу, после чего подверглись воздействию мутагена.
Впоследствии раскрывается, что Хамато Ёси был членом клана Фут в феодальной Японии. Первоначально он был известен как беспечный и недисциплинированный ниндзя. Тем не менее, благодаря наставлениям своего мастера Масато и поддержке возлюбленной Тэнг Шэн, Ёси обуздал свой характер и стал благородным воином. Его современник, Ороку Саки, стремился ужесточить репутацию клана Фут. Когда Ёси открыто выступил против бессмысленной резни в деревне, он и его сыновья были заклеймены как предатели. Ёси не удалось предотвратить убийство Тэнг Шэн, однако он смог уберечь своих сыновей. В течение трёх лет Ёси воспитывал и обучал четырёх подрастающих мальчиков до тех пор, пока их не нашли Саки и его приспешники из клана Фут. Став свидетелем казни собственных детей, Ёси поклялся отомстить Саки, после чего сам был обезглавлен.

## Телевидение

### Мультсериал 1987 года

Сплинтер в мультсериале «Черепашки-ниндзя» 1987 года.

Питер Ренадэй озвучил Сплинтера / Хамато Ёси в мультсериале 1987 года. В нескольких сериях 5 сезона его заменил Таунсенд Коулмэн. В прошлом Хамато Ёси был инструктором по боевым искусствам в клане Фут в Японии. Конкурент Хамато, Ороку Саки хотел занять место лидера клана, и когда Ёси должен был приклониться перед старейшинами, пригвоздил ножом край его кимоно к стене. Ёси не смог опустить голову, что было расценено как проявление неуважения к почтенному сэнсэю. Когда же он достал из-за спины нож, все решили, что Хамато намеривался совершить покушение, из-за чего его с позором изгнали из клана, а лидером стал Саки. Ёси был вынужден эмигрировать в Америку, где поселился в канализации и подружился с крысами. Однажды он наткнулся на четырёх маленьких черепах, случайно выброшенных в канализацию их владельцем. Некоторое время спустя, он обнаружил черепашек измазанными в розовом веществе, которое Ёси попытался оттереть голыми руками. Этим веществом оказался мутаген, превративший черепах в антропоморфных существ. Ёси, который контактировав с канализационными крысами, также подвергся воздействию мутагена и трансформировался в огромную крысу. Ёси вырастил черепашек и назвал их в честь четырёх художников эпохи Возрождения, после чего обучил боевым искусствам. В этой версии Сплинтер и черепахи не разделяют отношения отца и детей, а скорее учителя и учеников. В заключительном эпизоде, после победы над генералом Дреггом, Сплинтер заявил, что теперь его ученики наконец стали мастерами ниндзя.
В полнометражном мультфильме «Черепашки навсегда» 2009 года версию персонажа из мультсериала 1987 года озвучил Дэвид Уиллс. Когда черепашки 1987 года и черепашки 2003 года попали в мир 1987 года, Сплинтер поприветствовал альтернативные версии своих учеников, заявив, что те всегда будут желанными гостями в его доме.

### Аниме 1996 года
В Teenage Mutant Ninja Turtles: Superman Legend 1996 года Сплинтера озвучил Хидэюки Умезу. В первой серии, в то время как черепашки сражались со Шреддером, Бибопом и Рокстеди, Сплинтер и фея Крис Мю проникли на Технодром. Находясь там, они столкнулись с Крэнгом, которого Сплинтер победил в бою. После того, как Нью-Йорк был затоплен, Сплинтер присоединился к черепашкам в сражении с Тёмным демоном Шреддером. Во второй серии Сплинтер, черепашки и Эйприл отправились в Японию, чтобы помочь старому другу Хатами Кино изгнать признака Юкимуры.

### Сериал 1997 года
В сериале «Черепашки-ниндзя: Следующая мутация» 1997 года роль Сплинтера исполнила Фиона Скотт, в то время как Стивен Мендел озвучил персонажа. В прошлом он был питомцем Хамато Ёси, у которого обучился боевым искусствам. После смерти Ёси, Сплинтер обнаружил четырёх черепашек, вместе с которыми подвергся воздействию мутагена и мутировал в огромную крысу. Впоследствии он обучил своих приёмных детей боевым искусствам. Данное воплощение обладало способностью медитировать в астральном измерении, известном как «Царство снов», где познакомился с человеком по имени Чанг И. Однажды тот предупредил Сплинтера о возвращении Повелителя драконов. Потерпев поражение в астральном измерении, Чанг И отправил в Нью-Йорк свою воспитанницу, которой оказался пятая черепашка по имени Венера Милосская.

### Мультсериал 2003 года

Сплинтер в мультсериале «Черепашки-ниндзя» 2003 года.

В мультсериале 2003 года Сплинтера озвучил Даррен Данстен. Он был ручной крысой Тэнг Шэн и Хамато Ёси. Последний был стражем представителей инопланетной расы под названием Утром, чья штаб-квартира располагалась в здании TCRI в Токио. Тем не менее, Ёси был вынужден переехать в Америку вместе со своими хозяевами после того, как его лучший друг Юкио Масими убил Тэнг Шэн и выдал местоположение Утромов их заклятому врагу, Шреддеру. Как и в классических комиксах, Сплинтер практиковал боевые искусства во время наблюдения за тренировками своего владельца. Ёси, ко всему прочему, был чемпионом межгалактического турнира Битва Нексус.
В какой-то момент Шреддер выследил местоположение Ёси и напал на него вместе со своими ниндзя из клана Фут и правой рукой Ханом. Ёси сопротивлялся до последнего, однако силы были неравны и он проиграл битву. Сплинтер попытался вступиться за своего хозяина, однако ему удалось оставить лишь шрам на лице Хана. Увидев смерть Ёси от руки Шреддера, Сплинтер лишился не только всей своей семьи, но и дома, после чего был вынужден скитаться по улицам Нью-Йорка. Однажды он стал свидетелем падения четырёх маленьких черепашек в канализацию вместе с канистрой с химикатами, на которой было расположено лого TCRI. Спустившись вслед за ними и подвергся воздействию того же вещества, которое превратило всех пятерых в разумных гуманоидных животных. Сплинтер назвал своих приёмных детей в честь художников эпохи Ренессанса и обучил их ниндзюцу. Кроме того, подобно своему учителю Хамато Ёси он также стал чемпионом Битвы Нексус. В течение многих лет Сплинтер следил за тем, чтобы его сыновья не выходили на поверхность, опасаясь, что люди не примут того, чего не понимают, однако, из-за вмешательства подчинённых Шреддера Сплинтер и черепахи были вынуждены стать частью его многовековой конфронтации с Утромами.
Сплинтер прошёл через многие битвы со своими сыновьями и даже отправился вместе с ними в недалёкое будущее. В 7 сезоне он был расщеплён на биты данных в киберпространстве, однако его сыновьям удалось вернуть учителя в прежнее состояние. В заключительном эпизоде сериала Сплинтер присутствовал на свадьбе Кейси и Эйприл.
Данстен вновь озвучил Сплинтера в полнометражном мультфильме «Черепашки навсегда» 2009 года, завершившим мультсериал 2003 года. Он объединился с другими персонажами мультсериалов 1987 и 2003 годов в противостоянии с вернувшимся Утромов Шреддером.

### Мультсериал 2012 года
В мультсериале 2012 года Сплинтера / Хамато Ёси озвучил Хан Ли.В 25 серии 4 сезона убит Шреддером.

### Мультсериал 2018 года
Эрик Бауза озвучил Сплинтера в мультсериале «Эволюция Черепашек-ниндзя» 2018 года, где образ персонажа подвергся переосмыслению.

#### Прочие появления
- Американские певцы Эрик Анзалоне и Стивен Маркин озвучили Сплинтера в We Wish You a Turtle Christmas 1994 года[4].
- Анзалоне вновь озвучил Сплинтера в телевизионном спецвыпуске Turtle Tunes 1995 года[4].
- Сет Грин озвучил Сплинтера в нескольких выпусках пародийного американского мультсериала «Робоцып» 2005 года[4].
- Питер Ренадэй, озвучивший Сплинтера в мультсериал 1987 года, вновь озвучил персонажа в рекламе автомобилей марки Honda[3].

## Кино

### Классическая квадрология

Сплинтер в фильме «Черепашки-ниндзя» 1990 года.

В фильме «Черепашки-ниндзя» 1990 года Сплинтер, озвученный и управляемый в качестве марионетки Кевином Клэшем, как и в комиксах Mirage Studios, был ручной крысой Хамато Ёси, пока тот не был убит Шреддером. Сплинтер попытался защитить своего хозяина и напал на Ороку Саки, оставив шрам на левой половине его лица. Его дальнейшая предыстория совпадает с классическими комиксами. По сюжету фильма, он был похищен ниндзя клана Фут, возглавляемыми Шреддером. В дальнейшем был освобождён Кейси Джонсом и пришёл на помощь своим сыновьям в сражении с Ороку Саки, сбросив последнего в измельчитель.
Клэш вернулся к управлению марионетки Сплинтера в фильме «Черепашки-ниндзя II: Тайна изумрудного зелья» 1991 года, где также озвучил персонажа. Сплинтер и черепашки были вынуждены на некоторое время остаться в новой квартире их друга Эйприл, однако, в отличие от своих детей, он пытался быть примерным гостем. Увидев канистру с инициалами TCRI, он рассказал черепашкам, что они мутировали из-за воздействия мутагена, который был разработан той же компанией. В дальнейшем он спас своих сыновей от ниндзя клана Фут и утешил Донателло, который был раздосадован открытием, что мутаген был побочным результатом экспериментов компании. В конце фильма Сплинтер подверг учеников наказанию за то, что те попали на первую полосу нью-йоркской газеты, будучи запечатлёнными во время сражения в ночном клубе.
Джеймс Мюрей заменил Клэша в картине «Черепашки-ниндзя III» 1993 года. Эйприл подарила ему древний артефакт, который оказался скипетром времени, впоследствии перенёсшим девушку в Феодальную Японию. В то время как черепашки отправились на её спасение, Сплинтер и Кейси Джонс были вынуждены следить за переместившимися в их время четырьмя японцами.
Мако озвучил Сплинтера в анимационном фильме «Черепашки-ниндзя» 2007 года, однако не успел закончить работу из-за внезапной кончины, в связи с чем работу над Спринтером продолжил Грех Болдуин. Ранее он отправил Леонардо на обучению в Центральную Америку И, когда тот вернулся домой, приветствовал старшего сына по возвращении. По мере развития сюжета черепашки, Сплинтер, Эйприл и Кейси оказались втянуты в миссию магната Макса Винтерса по поимке 13 монстров, для реализации которой он нанял клан Фут во главе с Караи. После того, как Леонардо был похищен его приспешниками в лице каменных генералов, Сплинтер вместе с оставшимися сыновьями и их союзниками отправились на его спасение в башню Винтерса. В то время как черепашки сражались с каменными генералами, Сплинтер и Винтерс предотвращали побег 13 монстров. Став свидетелем исчезновения Винтерса, Сплинтер и его сыновья отправились домой.

### Дилогия-перезапуск
Дэнни Вудберн исполнил роль Сплинтера в фильме «Черепашки-ниндзя» 2014 года, а Тони Шалуб озвучил персонажа.
Шалуб вновь озвучил Сплинтера в фильме «Черепашки-ниндзя 2» 2016 года, а Питер Д. Бадаламенти сменил сменил Вудберна в качестве актёра технологии «захват движения».

### Другие фильмы
Сплинтер появляется в качестве безымянного камео в анимационном кроссовере «Бэтмен против Черепашек-ниндзя» 2019 года.
Бауза вновь озвучил Сплинтера в анимационном фильме по мотивам мультсериала «Эволюция Черепашек-ниндзя» 2018 года.
Джеки Чан озвучил Сплинтера в мультфильме «Черепашки-ниндзя: Погром мутантов». Здесь, как и в фильме 2014 года, Сплинтер не является Хамато Ёси и никак с ним не связан. Однако, как и в комиксах Mirage, он попал под воздействие мутагена не вследствие опытов, а измазавшись им в канализации. Он был бездомной крысой, которая ненавидела людей и спустилась в канализацию в поисках еды. Однако вместо этого Сплинтер увидел маленьких черепашек, облитых зелёной «мутью». Сплинтер спас черепах, а после того, как на него попало немного мути, они все стали мутантами-гуманоидами. После неудачной попытки познакомить детей с миром людей Сплинтер решил обучиться ниндзюцу по видеоурокам и фильмам с Брюсом Ли, а после начал тренировать сыновей.

## Видеоигры
- Сплинтер становится человеком в финале игры Teenage Mutant Ninja Turtles 1989 года для NES.
- По сюжету игры Teenage Mutant Ninja Turtles 1989 года для аркадных автоматов, Шреддер похищает Сплинтера и Эйприл, из-за чего черепашкам-ниндзя приходится отправляться на их спасение.
- Сплинтер появляется во вступлении игры Teenage Mutant Ninja Turtles: Turtles in Time 1991 года.
- Сплинтер фигурирует в игре Teenage Mutant Ninja Turtles: The Manhattan Missions 1991 года, где рассказывает историю происхождения черепашек-ниндзя.
- Сплинтер появляется в начале и концовке игры Teenage Mutant Ninja Turtles: The Hyperstone Heist 1992 года.
- Сплинтер появляется в начале игры Teenage Mutant Ninja Turtles III: Radical Rescue 1993 года.
- Даррен Данстан, озвучивший Сплинтера в мультсериале 2003 года, вновь озвучил персонажа в играх по мотивам: Teenage Mutant Ninja Turtles (2003), Teenage Mutant Ninja Turtles 2: Battle Nexus (2004) и Teenage Mutant Ninja Turtles: Mutant Melee (2005), где Сплинтер является игровым персонажем[4].
- Терренс Скаммелл озвучил Сплинтера в игре TMNT 2007 года, основанной на одноимённом мультфильме[4].
- Данстан вновь озвучил Сплинтера в игре Teenage Mutant Ninja Turtles: Smash-Up 2009 года, где он является игровым персонажем[4].
- В игре Teenage Mutant Ninja Turtles: Out of the Shadows 2013 года Сплинтера озвучил Феодор Чин[4].
- Сплинтер появляется в концовке игры Teenage Mutant Ninja Turtles: Turtles in Time Re-Shelled 2009 года.
- Хун Ли, озвучивший Сплинтера в мультсериале 2012 года, вновь озвучил персонажа в игре Teenage Mutant Ninja Turtles 2013 года[4].
- Сплинтер появляется в игре Smite 2014 года[17], где его озвучил Кори Йи[4].
- Дэнни Вудберн, сыгравший Сплинтера в картине 2014 года, озвучил персонажа в игре по фильму[4].
- Вудберн вновь озвучил Сплинтера в игре Teenage Mutant Ninja Turtles: Brothers Unite 2014 года[4].
- Ли вернулся к роли Сплинтера в игре Teenage Mutant Ninja Turtles: Danger of the Ooze 2014 года[4].
- Сплинтер появляется в игре Teenage Mutant Ninja Turtles: Mutants in Manhattan 2016 года, где его озвучил Нолан Норт[4].
- Мастер Сплинтер является играбельным персонажем в Teenage Mutant Ninja Turtles: Shredder’s Revenge 2022 года[18][19].

## Товары
- В 2019 году Neca выпустила эксклюзивный набор из 4 фигурок по фильму 1990 году, в который вошли Сплинтер, Шреддер и двое ниндзя из клана Фут[20].
- В февраля 2020 года Super7 анонсировала серию фигурок персонажей франшизы «Черепашки-ниндзя», среди которых был Сплинтер[21].
- В мае 2022 года NECA анонсировала фигурку Сплинтера, совмещённую с образом Ван Хельсинга в рамках ограниченной серии TMNT x Universal Monsters[22], а также набор из 4 фигурок из мультсериала 1987 года — Сплитнтера, Бакстера Стокмана и Бибопа и Рокстеди[23].